# Ken Matthews
Pour les articles homonymes, voir Matthews.
Kenneth Joseph Matthews dit Ken Matthews, né le 21 juin 1934 à Birmingham et mort le 3 juin 2019 à Wrexham, est un athlète britannique, spécialiste de la marche.

## Carrière
Ken Matthews a remporté sur 20 km marche un titre olympique et un titre européen. Il a également remporté le trophée Lugano en 1961 et 1963. Il fut le seul athlète britannique à ne pas recevoir immédiatement un MBE à la suite de sa victoire olympique à Tokyo en 1964, mais seulement en 1978.